# I Am a Promise: The Children of Stanton Elementary School
I Am a Promise: The Children of Stanton Elementary School é um filme-documentário estadunidense de 1993 dirigido e escrito por Susan Raymond. Venceu o Oscar de melhor documentário de longa-metragem na edição de 1994.